# Julius Eisenecker
Julius Eisenecker (ur. 21 marca 1903 we Frankfurcie nad Menem, zm. 12 października 1981 tamże) – niemiecki szermierz, dwukrotny medalista igrzysk olimpijskich i czterokrotny medalista mistrzostw świata.
Na igrzyskach olimpijskich w Berlinie w 1936 roku zdobył dwa medale. Najpierw razem z Siegfriedem Lerdonem, Augustem Heimem, Erwinem Casmirem, Stefanem Rosenbauerem i Otto Adamem zdobył brązowy medal we florecie drużynowym. Następnie dotarł do półfinałów w turnieju indywidualnym. Ponadto reprezentacja III Rzeszy w składzie: Hans-Georg Jörger, Julius Eisenecker, August Heim, Erwin Casmir, Richard Wahl i Hans Esser zajęła trzecie miejsce w szabli drużynowej. Po zakończeniu II wojny światowej wystartował na igrzyskach olimpijskich w Helsinkach w 1952 roku, gdzie we florecie odpadł w pierwszej rundzie turnieju indywidualnego, a w turnieju drużynowym Niemcy dotarli do ćwierćfinałów.
Kilkukrotnie zdobywał medale mistrzostw świata (oficjalnie rozgrywanych pod tą nazwą dopiero od 1937). Pierwszy medal zdobył podczas mistrzostw świata w Wiedniu w 1931 roku, razem z Erwinem Casmirem, Augustem Heimem i Heinrichem Moosem zajmując trzecie miejsce w szabli drużynowej. W tej samej konkurencji zdobył też brązowe medale na mistrzostwach świata w Lozannie (1935) i mistrzostwach świata w Paryżu (1937). W międzyczasie razem z kolegami z reprezentacji zdobył też brązowy medal we florecie drużynowym na mistrzostwach świata w Warszawie (1934).
Wielokrotnie zdobywał mistrzostw kraju: we florecie indywidualnym w latach 1931, 1934–1935, 1941–1942 i 1951 oraz w szabli drużynowej w latach 1937 i 1939.